# Enzo Moavero Milanesi

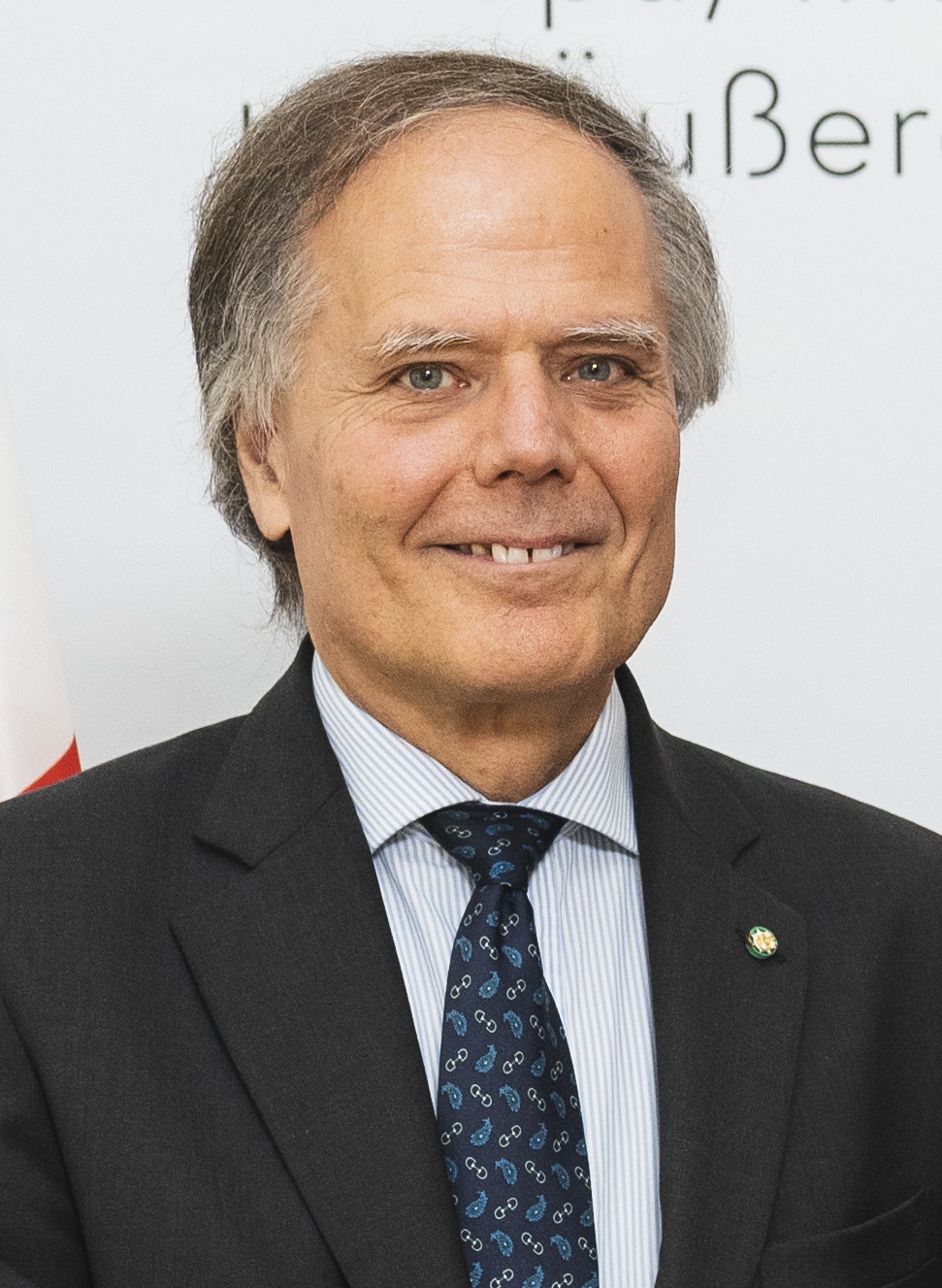
Enzo Moavero Milanesi (2019)

Enzo Moavero Milanesi (* 17. August 1954 in Rom) ist ein italienischer Jurist und parteiloser Politiker. Von November 2011 bis Februar 2014 war er Minister für Europapolitik, vom 1. Juni 2018 bis zum 5. September 2019 war er Außenminister Italiens.

## Werdegang
Moavero Milanesi, dessen Familie ursprünglich aus der Lombardei stammt, schloss 1977 ein Jurastudium an der Universität La Sapienza in Rom ab. Von 1977 bis 1979 diente er in der Guardia di Finanza, zuletzt als Oberleutnant. Es folgten Studienaufenthalte am College of Europe in Brügge und an der University of Texas at Dallas. 1983 trat er in die Dienste der Europäischen Kommission. Von 1992 bis 1994 war er als italienischer Ministerialbeamter und dann Staatssekretär in den Regierungen Amato und Ciampi tätig, insbesondere im Bereich Europapolitik. 1995 ernannte ihn der neue EU-Kommissar Mario Monti zu seinem Kabinettschef. 2002 wurde Moavero Milanesi stellvertretender Generalsekretär der Kommission, 2006 dann Richter am Gericht der Europäischen Union in Luxemburg. Am 16. November 2011 erhielt er als Minister ohne Geschäftsbereich der Regierung Monti die Zuständigkeit für die Europapolitik. Am 28. April 2013 wurde er in diesem Amt als Teil des Kabinetts Letta bestätigt. Bei den Parlamentswahlen in Italien 2013 trat er für Mario Montis Bürgerliste Scelta Civica an, schaffte aber den Einzug ins Parlament nicht. Am 1. Juni 2018 wurde Moavero Milanesi Außenminister in der Regierung von Ministerpräsident Giuseppe Conte. Mit Bildung des Kabinetts Conte II im September 2019 schied er aus der Regierung aus.
Enzo Moavero Milanesi lehrte seit den 1990er Jahren Europarecht an der Privatuniversität LUISS in Rom, an der privaten Università Commerciale Luigi Bocconi in Mailand und an der Universität La Sapienza in Rom. Seit 2007 ist er Professor am privaten College of Europe in Brügge sowie seit 2014 zusätzlich Professor für Europarecht an der LUISS.